# Federação Goiana de Municípios
A Federação Goiana de Municípios (FGM) foi fundada em 2001 com o objetivo de representar e fortalecer os interesses dos municípios goianos, promovendo a autonomia municipal e o desenvolvimento sustentável. 
A entidade oferece suporte técnico, jurídico e administrativo às prefeituras, além de atuar como intermediária junto aos governos estadual e federal para assegurar recursos e políticas públicas favoráveis aos municípios.

## Atividades e Eventos
A FGM organiza diversos eventos e iniciativas voltados ao aprimoramento da gestão pública municipal, tais como:

### Encontro Anual de Gestores
Realizado no Centro de Convenções de Goiânia, este evento reúne prefeitos, vice-prefeitos, vereadores e demais gestores para discutir políticas públicas, compartilhar experiências e promover a capacitação técnica. A programação inclui palestras, workshops e uma feira de exposições com soluções inovadoras para a administração pública.

### Seminários e Capacitações
Em parceria com instituições como o Instituto Brasileiro de Gestão por Resultados (IBGR), a FGM promove seminários focados em maximizar os resultados na gestão pública, oferecendo ferramentas e estratégias para aprimorar a administração municipal.

### Mobilizações Municipais
A FGM coordena movimentos que visam fortalecer a posição dos municípios em questões estaduais e nacionais. Em setembro de 2015, mais de 80 prefeitos participaram de uma mobilização organizada pela federação para discutir pautas municipalistas.

## Presidentes da FGM
Desde sua criação, a FGM tem sido liderada por diferentes prefeitos goianos, cada um contribuindo para o fortalecimento da entidade:
- Orlando Silva Naziozeno (2001) – Prefeito de Crixás, primeiro presidente da FGM.
- Nailton Silva de Oliveira (2002-2004) – Prefeito de Bom Jardim de Goiás.
- Jacob Ferreira (2005-2008) – Prefeito de São Luiz do Norte.
- Gilmar Alves da Silva (2009-2012) – Prefeito de Quirinópolis.
- Lineu Olímpio de Souza (2012) – Prefeito de Jaraguá.
- José de Sousa Cunha (2020-2021) – Prefeito de Porteirão.
- Haroldo Naves Soares (2017-2025) – Prefeito de Campos Verdes, reeleito para os biênios 2021-2023 e 2023-2025.